# East Rockaway
East Rockaway és una població dels Estats Units a l'estat de Nova York. Segons el cens del 2000 tenia 10.418 habitants.

## Demografia
Segons el cens del 2000, East Rockaway tenia 10.414 habitants, 3.926 habitatges, i 2.787 famílies. La densitat de població era de 3.942 habitants/km².
Dels 3.926 habitatges en un 32,6% hi vivien nens de menys de 18 anys, en un 59,4% hi vivien parelles casades, en un 8,8% dones solteres, i en un 29% no eren unitats familiars. En el 25,9% dels habitatges hi vivien persones soles l'11,2% de les quals corresponia a persones de 65 anys o més que vivien soles. El nombre mitjà de persones vivint en cada habitatge era de 2,62 i el nombre mitjà de persones que vivien en cada família era de 3,2.
Per edats la població es repartia de la següent manera: un 23,7% tenia menys de 18 anys, un 6,1% entre 18 i 24, un 30,6% entre 25 i 44, un 24,1% de 45 a 60 i un 15,4% 65 anys o més.
L'edat mediana era de 39 anys. Per cada 100 dones de 18 o més anys hi havia 87,4 homes.
La renda mediana per habitatge era de 59.911 $ i la renda mediana per família de 78.363 $. Els homes tenien una renda mediana de 50.365 $ mentre que les dones 36.387 $. La renda per capita de la població era de 30.601 $. Entorn del 2,4% de les famílies i el 3,5% de la població estaven per davall del llindar de pobresa.